# Dream 18 & Glory 4: Tokyo
GLORY Sports International presents Dream 18 & Glory 4 Tokyo ~ Special 2012 ~ New Year's Eve foi um evento de artes marciais mistas e kickboxing ocorrido em 31 de Dezembro de 2012 na Saitama Super Arena em Saitama, Japão.

## Background
ONE Fighting Championship fez uma parceria com o Glory Sports International para esse evento.
O evento de kickboxing do GLORY durou uma noite, um torneio de 16 kickboxers do peso pesado. O vencedor levaria para casa $400,000 pelo primeiro lugar e o vice $100,000 pelo segundo lugar.
Semmy Schilt derrotou Daniel Ghiță por nocaute no primeiro round para se tornar vencedor do torneio.

## Resultados

### Luta de MMA do "DREAM 18: Special 2012 New Year's Eve"
- Luta de Peso Pena:  Tatsuya Kawajiri vs.  Michihiro Omigawa

Tatsuya Kawajiri venceu por Decisão Unânime
- Luta de Peso Pena:  Hiroyuki Takaya vs.  Georgi Karakhanyan

Georgi Karakhanyan venceu por Decisão Dividida
- Luta de Peso Leve:  Shinya Aoki vs.  Antonio McKee

Shinya Aoki venceu por Finalização (soco) no segundo round
- Luta de Peso Galo:  Bibiano Fernandes vs.  Yoshiro Maeda

Bibiano Fernandes venceu por Finalização Técnica (triângulo) aos 1:46 do primeiro round
- Luta de Peso Médio:  Melvin Manhoef vs.  Denis Kang

Melvin Manhoef venceu por Nocaute Técnico (joelhada no corpo e socos) aos 0:50 do primeiro round
- Luta de Peso Meio Médio:  Phil Baroni vs.  Hayato Sakurai

Hayato Sakurai venceu por Decisão Unânime
- Luta de Peso Leve Feminino:  Marloes Coenen vs.  Fiona Muxlow

Marloes Coenen venceu por Finalização (chave de braço) aos 2:29 do primeiro round
- Luta de Peso:  Satoru Kitaoka vs.  Will Brooks

Will Brooks venceu por Nocaute Técnico (socos) aos 3:46 do segundo round

### Lutas de Kickboxing do "GLORY 4: Tokyo"
- Luta de Peso Leve:  Robin van Roosmalen vs.  Yuichiro Nagashima

Robin van Roosmalen venceu por Decisão Unânime
- Superfight bout:  Mutsuki Ebata vs.  Sang Jae Kim

Mutsuki Ebata venceu por Decisão Unânime
- Superfight bout:  Toshio Matsumoto vs.  Jason Wilnis

Jason Wilnis venceu por Decisão Unânime
- Heavyweight bout:  Koichi Pettas vs.  Jérôme Le Banner

Jerome LeBanner venceu por Nocaute no terceiro round

## Chave do Torneio de Pesados do Glory de 2012
|  | First 16              | First 16              | First 16 |  |  | Quarter Finals   | Quarter Finals   | Quarter Finals |     |                  | Semi Finals      | Semi Finals  | Semi Finals |  |  | Final | Final | Final |
|  |                       |                       |          |  |  |                  |                  |                |     |                  |                  |              |             |  |  |       |       |       |
|  | Semmy Schilt (1)      | Semmy Schilt (1)      | KO       |  |  |                  |                  |                |     |                  |                  |              |             |  |  |       |       |       |
|  | Brice Guidon          | Brice Guidon          | R2.      |  |  | Semmy Schilt     | Semmy Schilt     | DEC            |     |                  |                  |              |             |  |  |       |       |       |
|  | Sergei Kharitonov (8) | Sergei Kharitonov (8) | R2.      |  |  | Rico Verhoeven   | Rico Verhoeven   | R2.            |     |                  |                  |              |             |  |  |       |       |       |
|  | Rico Verhoeven        | Rico Verhoeven        | DEC      |  |  |                  |                  |                |     | Semmy Schilt     | Semmy Schilt     | DEC          |             |  |  |       |       |       |
|  | Gökhan Saki (2)       | Gökhan Saki (2)       | KO       |  |  |                  | Gökhan Saki      | Gökhan Saki    | R2. |                  |                  |              |             |  |  |       |       |       |
|  | Raoumaru              | Raoumaru              | R1.      |  |  | Gökhan Saki      | Gökhan Saki      | TKO            |     |                  |                  |              |             |  |  |       |       |       |
|  | Anderson Silva (7)    | Anderson Silva (7)    | TKO      |  |  | Anderson Silva   | Anderson Silva   | R1.            |     |                  |                  |              |             |  |  |       |       |       |
|  | Igor Jurković         | Igor Jurković         | R1.      |  |  |                  |                  |                |     |                  | Semmy Schilt     | Semmy Schilt | TKO         |  |  |       |       |       |
|  | Remy Bonjasky (4)     | Remy Bonjasky (4)     | DEC      |  |  |                  | Daniel Ghiță     | Daniel Ghiță   | R1. |                  |                  |              |             |  |  |       |       |       |
|  | Filip Verlinden       | Filip Verlinden       | R3.      |  |  | Remy Bonjasky    | Remy Bonjasky    | R2.            |     |                  |                  |              |             |  |  |       |       |       |
|  | Errol Zimmerman (6)   | Errol Zimmerman (6)   | R2.      |  |  | Jamal Ben Saddik | Jamal Ben Saddik | DEC            |     |                  |                  |              |             |  |  |       |       |       |
|  | Jamal Ben Saddik      | Jamal Ben Saddik      | DEC      |  |  |                  |                  |                |     | Jamal Ben Saddik | Jamal Ben Saddik | R1.          |             |  |  |       |       |       |
|  | Peter Aerts (5)       | Peter Aerts (5)       | R2.      |  |  |                  | Daniel Ghiță     | Daniel Ghiță   | KO  |                  |                  |              |             |  |  |       |       |       |
|  | Mourad Bouzidi        | Mourad Bouzidi        | INJ      |  |  | Mourad Bouzidi   | Mourad Bouzidi   | R2.            |     |                  |                  |              |             |  |  |       |       |       |
|  | Daniel Ghiță (3)      | Daniel Ghiță (3)      | DEC      |  |  | Daniel Ghiță     | Daniel Ghiță     | TKO            |     |                  |                  |              |             |  |  |       |       |       |
|  | Jhonata Diniz         | Jhonata Diniz         | R3.      |  |  |                  |                  |                |     |                  |                  |              |             |  |  |       |       |       |

## Transmissão Internacional
| País           | Transmissora   |
| -------------- | -------------- |
| Brasil         | BandSports     |
| Canadá         | Fight Network  |
| Croácia        | Fight Channel  |
| Estados Unidos | CBS Sports     |
| Japão          | TBS            |
| Polônia        | Orange Sport   |
| Reino Unido    | Premier Sports |
| Romênia        | Sport.ro       |
| Rússia         | Rossiya 2      |